# Conspiración de la pandemia de gripe A (H1N1) de 2009-2010

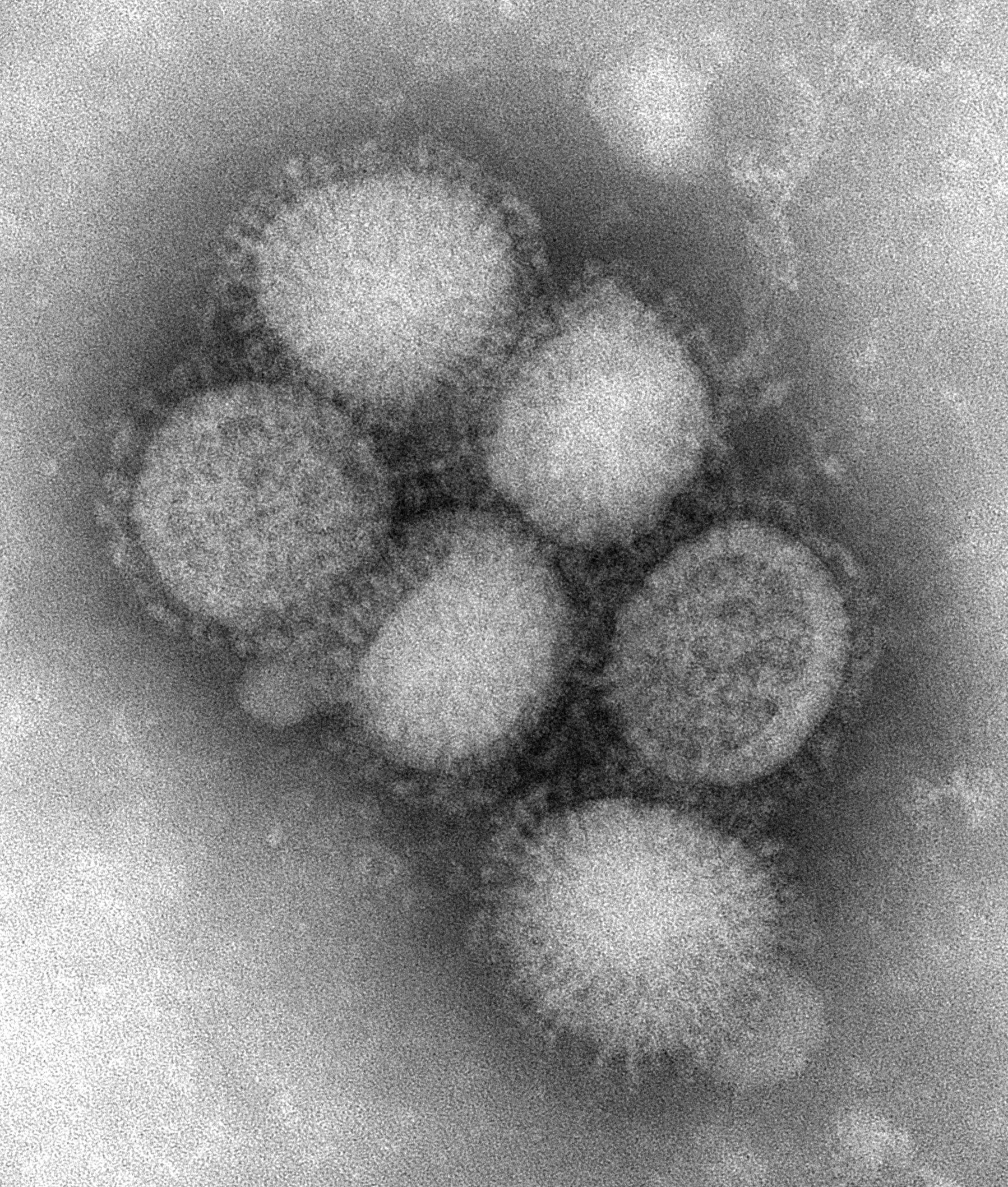
Imagen de microscopía electrónica del virus H1N1. Estos virus tienen aproximadamente 80–120 nanómetros de diámetro.

Conspiraciones de la pandemia de gripe A (H1N1) de 2009-2010 es una conspiración sobre la pandemia de gripe A (H1N1) que se presentó en el año 2009. Hay varias teorías sobre éste asunto, entre ellas se encuentra la que habla de que el G8 pudo usar la Influenza A (H1N1) como pretexto para distraer a la gente del verdadero problema que se presentaba: La Crisis económica de 2008-2009. Aunque finalmente la crisis se alargó hasta bien entrado el 2014, desbaratando este argumento.

## El G8 relacionado en el tema
- La Influenza A subtipo H1N1 o mejor conocido como la gripe AH1N1 humana es un subtipo de Influenza tipo A del virus de la gripe, perteneciente a la familia de los Orthomyxoviridae. El H1N1 ha mutado en diversos subtipos que incluyen la gripe española (extinta en la vida silvestre), la gripe porcina, la gripe aviar y la gripe bovina. La cepa mantiene su circulación después de haber sido reintroducida por la población humana en 1970. Cuando se comparó el virus de 1918 con el actual, el virólogo estadounidense Jeffery Taubenberger descubrió que únicamente hubo alteraciones en sólo 25 a 30 aminoácidos. Estos ligeros cambios pueden convertir el virus en una enfermedad que se puede transmitir de persona a persona. Actualmente, existen mutaciones del virus H1N1 desde mediados de marzo de 2009, han ocurrido al menos 900 casos mortales en Europa y América por la pandemia de una nueva cepa de H1N1, y aún no han sido confirmadas otras muertes en México como casos de Influenza H1N1. La situación al 14 de junio de 2009 registrada por la OMS es de 29.669 casos confirmados de gripe provocada por la nueva cepa del virus H1N1 y cientos de casos mortales en total a nivel mundial. Haciendo un seguimiento diario de los últimos datos publicados por la OMS, el número de pacientes declarados se dobla día a día en distintos países.
- La Influenza es una enfermedad infecciosa causada por un virus que afecta las vías respiratorias de los seres humanos. Sus principales síntomas son: dolor de garganta, debilidad generalizada, artralgias, mialgias, cefalea, tos seca, fiebre, y dolor abdominal. En niños presenta náuseas y vómitos así como síntomas de gastroenteritis. Sus complicaciones son neumonía que resulta ser mortal. La Influenza se transmite desde individuos infectados a través de gotas de saliva cargadas de virus. La enfermedad ha sido causa de epidemias estacionales que ha provocado miles de defunciones. En México se han establecido campañas de vacunación anual para las personas más vulnerables de contraer la enfermedad. El tratamiento es sólo sintomático, los antivirales tienen una eficacia limitada y los antibióticos sólo se usan si hay infección asociada. Frente a este grave problema de salud es necesario mejorar hábitos de higiene y seguridad.

«Conspiración de la pandemia de gripe A (H1N1) de 2009»
El 2 de abril durante la reunión del grupo del G8 (integrado por EE. UU., Reino Unido, Canadá, Alemania, Italia, Francia, Rusia y Japón) se dieron 2 conclusiones fundamentales:
- La Economía mundial necesitaba un cambio.
- El FMI destinaría 500,000 millones de dólares para ayudar a las economías emergentes, (países pobres dispuestos a colaborar) pues bien los dados estaban en el aire.

Luego vino la reunión privada del presidente Obama y Felipe Calderón el 16 y 17 de abril.
Sorpresivamente el jueves 23 de abril, el presidente de México convocó a una reunión de emergencia con su gabinete, y por la noche el secretario de salud José Ángel Córdoba Villalobos anunciaba en cadena nacional la aparición del virus de la influenza, y las medidas inmediatas (como la suspensión de las clases a todos los niveles en el DF y el Estado de México). El 24 de abril, el G8 declara que la economía mundial debería ponerse en marcha el 2009 y que se lanzarían todas las acciones necesarias.
Finalmente, el lunes 27 de abril la empresa farmacéutica Sanofi Aventis anuncia que inyectará 100 millones de euros en una nueva planta de vacunas y donaría 236,000 de dosis a México como apoyo al control de la enfermedad.

## La enfermedad y su control
Prevención individual
- Lavar manos y muñecas frecuentemente con agua y jabón, preferentemente líquido.
- Al toser o estornudar cubrir boca y nariz con un pañuelo o con el ángulo interno del codo.
- Desechar el pañuelo en una bolsa de plástico y amarrarla para depositarla en el bote de basura.
- Durante una plática, mantener una distancia de 2.25 metros entre personas.
- No compartir artículos de oficina: lápices, plumas, CD, USB…
- No saludar de beso, ni de mano.
- No usar corbata, porque actúa como un reservorio de microorganismos.
- El personal de limpieza deberá usara preferentemente guantes de látex o poliuretano y polietileno.
- Sobre el uso del cubrebocas, se recomienda sólo en personas enfermas de las vías respiratorias.

Éstas medidas no fueron del todo respetadas.

## Suspensión de Clases en México
La Suspensión de Clases en México iniciaron del 27 de abril de 2009 al 6 de mayo del 2009 (esto en todos los niveles educativos). Esto abarcó varios días festivos (Día Internacional de los Trabajadores y la Batalla de Puebla). Algunos apoyadores de las teorías conspirativas creen que probablemente hasta esto haya estado planeado por el G8.

## Controversia del cambio de nombre
Hay cierta controversia sobre el cambio de nombre, ya que primeramente se le llamó Influenza Porcina, luego Influenza Humana y después Influenza A (H1N1).
Las teorías de conspiración dicen que el cambio de nombre de Influenza Porcina a Influenza Humana fue debido a las malas ventas de la carne de puerco.